# 박혜진 (방송인)
박혜진(朴惠珍, 1978년 8월 20일 ~ )은 대한민국의 프리랜서 아나운서이며, 다람출판사의 대표다.

## 이력
- 2001년 12월 20일 문화방송에 입사
- 2014년 12월 20일 문화방송에서 퇴사

## 경력
| 연도            | 사항              |
| --------------- | ----------------- |
| 2001.12~2014.12 | MBC 공채 아나운서 |

## 학력
- 전주동초등학교 졸업
- 전라여자중학교 (졸업)
- 기전여자고등학교 (졸업)
- 전북대학교 불어불문학과 (2년 수료 후 중퇴)
- 홍익대학교 불어불문학과 (편입 후 졸업)

## 출연작

### 보도 프로그램
- MBC
  - 《MBC 뉴스》 (주말판) (2001년 ~ 2004년 10월 3일)
  - 《MBC 뉴스데스크》 
    - 주말판 (2004년 10월 9일 ~ 2005년 3월 13일) 최일구 앵커와 함께 진행
    - 주말판 (2005년 3월 19일 ~ 2006년 2월 26일) 연보흠 앵커와 함께 진행
    - 평일판 (2006년 3월 6일 ~ 2008년 2월 1일) 엄기영 앵커와 함께 진행
    - 평일판 (2008년 2월 4일 ~ 2008년 3월 21일) 김성수 보도국장과 함께 진행
    - 평일판 (2008년 3월 24일 ~ 2009년 4월 13일) 신경민 앵커와 함께 진행
    - 평일판 (2009년 4월 14일 ~ 2009년 4월 24일) 김세용 앵커와 함께 진행

### 예능 프로그램
- 《스타 오디션 위대한 탄생》 (2010년 11월 5일 ~ 2011년 6월 3일)
- 《김제동의 톡투유 - 걱정 말아요! 그대》 (2015년 6월 7일)

### 교양 프로그램
- 채널A 《외부자들》 (2018년 6월 2일 ~ 2019년 7월 14일)
- 《성공의 비밀》 (2009년 11월 27일 ~ 2010년 5월 7일)
- 《생방송 화제집중》 (2004년 10월 18일 ~ 2006년 3월 3일)
- 《이홍렬, 박혜진의 해피통신》 (2002년)
- 《줌인 게임천국》 (2001년)
- JTBC 《사건반장》 (2020년 1월 28일 ~ 2020년 4월 10일)
- OBS·국가유산채널 《문화유산 장학퀴즈》 (2022년 12월 24일 ~ 2023년 1월 21일)

### 다큐멘터리 해설
- 한글날 특집 《실험다큐 '말의 힘'》 (2009년 10월 9일)
- 《MBC 스페셜》 
  - 〈노무현이라는 사람 (2009년 7월 10일)
  - 〈김명민은 거기 없었다〉 (2009년 4월 12일)
  - 〈시대의 연인 최진실〉 (2008년 10월 17일)

### 라디오 프로그램
- MBC 표준FM
  - 《모두가 사랑이에요》
  - 《박혜진이 만난 사람》 (2010년 5월 31일 ~ 2011년 10월 22일)
  - 《박혜진의 영화는 영화다》 (2013년 3월 25일 ~ 2013년 6월 23일)
- EBS FM 《책 읽는 라디오 낭독 시리즈》 (2014년)
- TBS FM 《주말아침 박혜진입니다》 (2015년 9월 19일 ~ 2017년 6월 10일)

## 수상
- 2005년 MBC 연기대상 특별상
- 2010년 제20회 한국어문상 방송부문 문화체육관광부 장관상